# Darīn Sū
Darīn Sū (persiska: درین سو) är en ort i Iran.   Den ligger i provinsen Östazarbaijan, i den nordvästra delen av landet, 500 km väster om huvudstaden Teheran. Darīn Sū ligger 1 836 meter över havet och antalet invånare är 245.
Terrängen runt Darīn Sū är varierad. Runt Darīn Sū är det ganska glesbefolkat, med 22 invånare per kvadratkilometer. Närmaste större samhälle är Bolūkābād, 11,6 km väster om Darīn Sū. Trakten runt Darīn Sū består i huvudsak av gräsmarker.